# Saint-Pierre-de-Bœuf
Saint-Pierre-de-Bœuf – miejscowość i gmina we Francji, w regionie Owernia-Rodan-Alpy, w departamencie Loara.
Według danych na rok 1990 gminę zamieszkiwały 1174 osoby, a gęstość zaludnienia wynosiła 197 osób/km² (wśród 2880 gmin regionu Rodan-Alpy Saint-Pierre-de-Bœuf plasuje się na 693. miejscu pod względem liczby ludności, natomiast pod względem powierzchni na miejscu 1440.).